# Zephyrhills (eau)
Pour les articles homonymes, voir Zephyrhills.
Zephyrhills est une marque d'eau américaine appartenant à Nestlé. Elle commercialise de l'eau mise en bouteille dans le comté de Pasco, en Floride.